# Anastatus crosi
Anastatus crosi is een vliesvleugelig insect uit de familie Eupelmidae. De wetenschappelijke naam is voor het eerst geldig gepubliceerd in 1930 door Picard.